# Bohumír Bartoněk
Bohumír Bartoněk (ur. 10 maja 1939) – czechosłowacki żużlowiec.

## Życiorys
Wielokrotnie uczestniczył w finałach indywidualnych mistrzostw Czechosłowacji, najlepszy wynik osiągając w 1959 r., w którym w końcowej klasyfikacji zajął IV miejsce. Dwukrotnie uczestniczył w finałach drużynowych mistrzostw świata: w 1960 r. w Göteborgu (brązowy medal) oraz w 1961 r. we Wrocławiu (IV miejsce). Kilkukrotnie startował w eliminacjach indywidualnych mistrzostw świata, najlepszy wynik osiągając w 1961 roku (XV miejsce w finale kontynentalnym w Slaným).